# طيران الجزيرة
طيران الجزيرة هي شركة طيران كويتية خاصة تعمل بنظام الطيران منخفض التكلفة، يقع مقرها الرئيسي في العاصمة الكويت وتتخذ من مطار الكويت الدولي مركزاً لعملياتها، تعدّ طيران الجزيرة أول شركة طيران خاصة يتم إنشائها في الكويت، وهي بذلك تكسر خمسين عاماً من احتكار الخطوط الجوية الكويتية لقطاع الطيران المدني في الكويت، تقدم طيران الجزيرة خدماتها إلى 18 وجهة في الشرق الأوسط، جنوب وغرب آسيا وأوروبا، وتعد طيران الجزيرة الناقل الوطني الثاني في الكويت.

## نبذة تاريخية
تأسست طيران الجزيرة في دولة الكويت بموجب المرسوم الأميري رقم 89 لسنة 2004 كشركة مساهمة كويتية عامة برأسمال قدره 10 ملايين دينار كويتي، وكان لطيران الجزيرة شرف كبير في تتويجها كناقل وطني من قبل السلطات الكويتية ولكونها أول شركة طيران تابعة للقطاع الخاص تدخل قطاع الطيران المدني في الكويت والشرق الأوسط على أساس نظام الطيران قليل التكلفة (طيران اقتصادي).
بدأت طيران الجزيرة أولى رحلاته في 30 أكتوبر 2005 بأسطول من طائرات إيرباص A320 الجديدة كلياً والمجهزة بمقاعد جلدية مريحة، والتي تحلق إلى أكثر وجهات الشرق الأوسط رغبة بغرض الاسترخاء أو العمل. وفي فبراير 2010 قامت شركة طيران الجزيرة بالاستحواذ على شركة سحاب لتأجير الطائرات بقيمة 25,6 مليون دينار كويتي، في خطوة تهدف للتوسع والاستثمار في البنية التحتية لقطاع الطيران.

## الوجهات
تمتلك طيران الجزيرة 18 وجهة في كل من شمال أفريقيا وجنوب غرب آسيا وأوروبا

## الأسطول

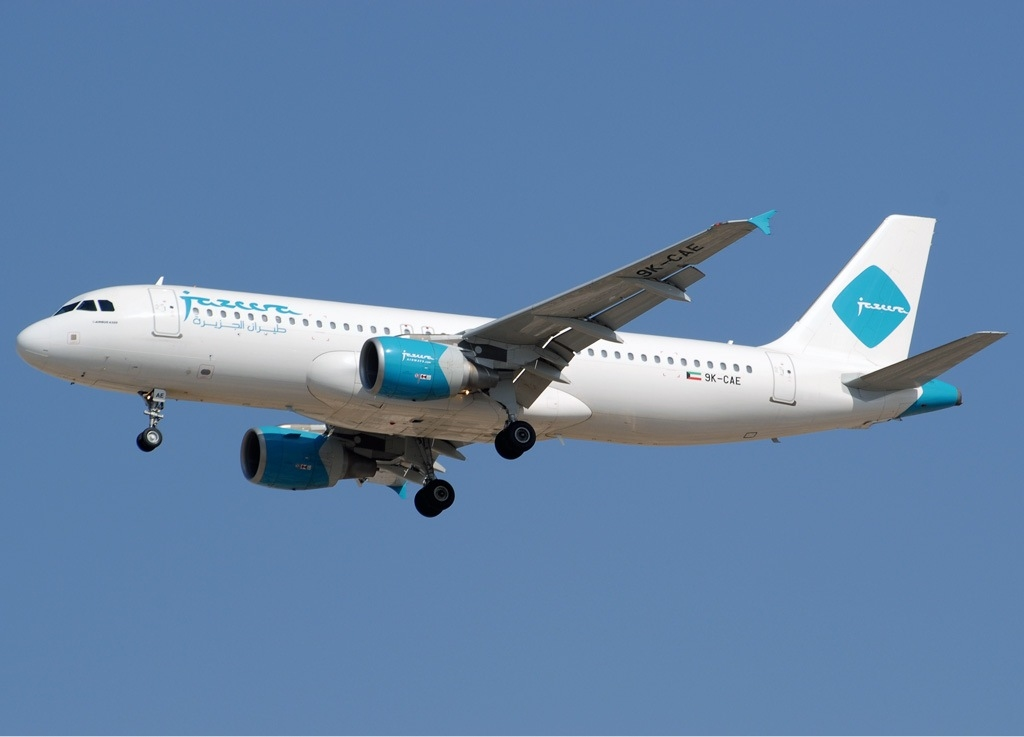
طائرة طيران الجزيرة إيرباص إيه 320 في مطار دبي الدولي

يتضمن أسطول طيران الجزيرة الطائرات التالية (اعتبارا من يوليو 2014م)، ويبلغ متوسط أعمار الطائرات 7 سنوات.
أسطول طيران الجزيرة
| نوع الطائرة        | المجموع | طائرات بالخدمة (طيران الجزيرة) | طائرات خارج الخدمة (سما للتأجير) | عدد الركاب (الدرجة الاقتصادية) | الطلبيات |
| ------------------ | ------- | ------------------------------ | -------------------------------- | ------------------------------ | -------- |
| إيرباص إيه 320-200 | 15      | 7                              | 8                                | 156                            | 0        |

## سحاب لتأجير الطائرات
تملك طيران الجزيرة أسطولاً يضم 15 طائرة من طراز إيرباص (A320) موزعة بين شركة «طيران الجزيرة» التي تشغّل سبع طائرات، وشركة «سحاب لتأجير الطائرات» التي 8 طائرات تؤجرها علي شركات طيران عالمية من ابرزها طيران ناس/السعودية، فيرجن أمريكا، الخطوط السريلانكية.

### إعادة الهكيلة
حققت طيران الجزيرة في عام 2009 خسائر تشغيلية تعدّ الأولى منذ تأسيس الشركة سعت بعدها الجزيرة إلى إعادة هيكلة كاملة للشركة تمثلت بالاستحواذ علي شركة سحاب لتأجير الطائرات بقيمة 26 مليون دينار ولشركة سحاب أسطول يتكون من 9 طائرات إيه 320-200 مملوكة بالاصل لطيران الجزيرة وسيصل أسطول الشركة في 2016 إلى 38 طائرة إيه 320-200 وتضمنت خطة الجزيرة إلى تقليص عدد الأسطول من 11 طائرة إلى 6 طائرات عاملة وتأجير 5 طائرات من قبل ذراع الشركة الجديد لتأجير الطائرات بالإضافة إلى إعادة هيكلة شبكة خطوطها بالكامل ومن ضمن خطتها في إعادة الهكيلة عقدت الجزيرة صفقة تمويل شراء 3 طائرات إيرباص إيه 320 بقيمة إجمالية 200 مليون دولار سيتم تسليم الطائرات خلال الفترة من 2011/2015.[بحاجة لمصدر]

### زيادة رأس المال
اتمت طيران الجزيرة في عام 2013 زيادة رأس المال بنجاح بنسبة 74% ليرتفع رأس المال إلى 42 مليون دينار كويتي

### العودة إلى الربحية
اجرت الجزيرة خطة إعادة الهيكلة والتي اسمتها العودة إلى الربحية بعد الخسائر التي حققتها في اعوام 2009 و 2010 استطاعت الشركة العودة إلى الربحية في عام 2011 بعد ان استطاعت ان تعزز تدفقات نقدية سنويه عبر ذراعها للتأجير شركة سحاب التي ساهمت في بنسة 52% من ارباح الشركة في عام 2011
.
بعد خطتها التي اقرت في عام 2010 استطاعت الشركة العودة إلى الربحية في نصف العام الاخير من 2010 محققة أكبر تشغيلي في تاريخها بواقع 4.4 مليون دينار كويتي، لتسجل في عام 2011 مبلغ 10.7 مليون دينار ارباح صافية و 13.9 مليون دينار في عام 2012 وحققت أرباح صافية قياسية للعام 2013 بلغت 16.7 مليون دينار كويتي

### بيع الأسطول
أعلنت الشركة في 18 يناير لعام 2015 عن بيع كامل أسطولها المكون من 15 طائرة من طراز إيرباص إيه 320، وتحول الشركة للإستئجار بدلاً من التملك.